# غارسيا نوبلخاس (محطة مترو أنفاق مدريد)
غارسيا نوبلخاس (بالإسبانية: García Noblejas)‏ هي محطة مترو أنفاق في مدريد في إسبانيا، تقع على الخط رقم 7.